# Тедеско, Андре Эмануэл
Андре́ Эмануэ́л Теде́ско (порт.-браз. André Emanuel Tedesco; 1 июня 1904, Сан-Паулу — неизвестно) — бразильский футболист, игравший на позиции нападающего.

## Карьера
Тедеско родился в районе Аклиман в городе Сан-Паулу в семье выходцев из Базиликаты. Он начал карьеру в клубе «Атлетико Сантиста». Оттуда нападающий перешёл в клуб «Палестра Италия», с которым выиграл два чемпионата штата Сан-Паулу. Затем футболист стал игроком «Сантоса», где выступал два сезона. В 1932 году Тедеско стал игроком римского «Лацио», в котором дебютировал 18 сентября в матче с «Ювентусом». Всего за клуб футболист сыграл 6 матчей. Вернувшись в Бразилию, Тедеско играл в клубе «Коринтианс», дебютировав в команде 7 января 1934 года в матче с «Атлетико Паулиста». С «Коринтиансом» нападающий выиграл чемпионата штата Сан-Паулу в 1937 году. Всего за клуб футболиста провёл 60 матчей и забил 20 голов.

## Достижения
- Чемпион штата Сан-Паулу: 1926, 1927, 1937